# Joe Higgs
Pour les articles homonymes, voir Higgs (homonymie).
Joe Higgs né le 3 juin 1940 et mort le 18 décembre 1999 est un chanteur et  guitariste jamaïcain. Dans les années 1960, il faisait partie du duo Higgs & Wilson (en) accompagné de Roy Wilson (décédé en 2012 à l'âge de 72 ans).

## Biographie
Higgs a connu Bob Marley au début des années 1960. Marley dit lui-même plus tard que Higgs a été quelqu'un qui l'influença beaucoup. Higgs était considéré par Jimmy Cliff comme le « père du reggae », même si cette opinion est contraire à ce que pensent de nombreux spécialistes du reggae classique. Pendant un temps, Higgs fit des tournées avec les Wailers, remplaçant Bunny Wailer qui refusait de les suivre en 1973, peu avant son départ du groupe ; puis à partir de 1976 avec Jimmy Cliff qui l'avait embauché comme chef d'orchestre.
Une majorité des chansons de Higgs faisaient référence à la pauvreté dans laquelle il a vécu, étant jeune, à Trenchtown. Higgs considérait que le reggae était né (et avait grandi) de la pauvreté et de la violence qui régnait dans certains bidonvilles de Kingston comme Trenchtown ou Johnstown. Avant qu'il ne devienne vraiment populaire et connaisse le succès qu'on lui connait sur la scène musicale occidentale notamment grâce à Bob Marley, le reggae était compris comme une musique de ghetto. Higgs a été le premier, en dehors des artistes du « ghetto », à principalement parler dans ses chansons des problèmes de la vie quotidienne. Il dit lui-même :
« The music originated from the confrontation of the struggle... It's not even going to be known as the Jah from Trenchtown. It is the kind of strength that you have to accumulate. Reggae is the confrontation of the soul, man. Reggae has to have a basic vibrant song which is... to be heard in a ghetto is like playin' the bass very loud and the drum. Those harbor the basic songs. A classical reggae should be accepted in a part of the world in the same sense; freedom, that's what it's askin' for; acceptance, that's what it means. An understanding. That's what the reggae says. ».
(Traduction approximative : « La musique provient de la confrontation des luttes… Elle ne sera même pas reconnue comme celle du Jah de Trenchtown. C'est le genre de force que vous devez accumuler. Homme, sache que le reggae est la confrontation de l'âme. Le reggae doit être un rythme élémentaire et vibrant qui doit… résonner dans le ghetto comme un son fort de basse et de tambour. C'est de là que viennent ces tempos. Un reggae classique doit être accepté dans ce sens dans le monde ; la liberté, c'est ce qu'il demande, l'acceptation, c'est ce qu'il signifie. Une compréhension, c'est ce que le reggae dit. »)
« A certain love comes from hard struggle, long suffering. A certain love that through pain, gorge yourself with that hope for freedom. Not to give up. »
(« Un certain amour vient de luttes difficiles, de longues souffrances. Un certain amour surgit à travers la peine, vous emplit d'un espoir de liberté. Ne pas abandonner. »)
Les paroles suivantes extraites de There's a Reward (Life of Contradiction, 1975) reflètent cette attitude. Higgs commenta cette chanson comme étant son hymne et sa chanson biographique, détaillant une vie d'être souvent maltraité et sous-estimé, maintenant pourtant la force en lui et ayant de l'espoir pour son avenir :
Everyday my heart is sore
Seeing that I'm so poor
But I shall not give up so easy
There's a reward for me, there's a reward for me
Though I'm bordered down with shame
There's no one for me to blame
But I shall not give up so easy
There's a reward for me, there's a reward for me
Sometimes I feel like a motherless child
You know no one cares for me
I've never known sympathy
Sometimes I look to this world with a smile
Man you hear what I say…
(Source: iration.com).
- « Joe Higgs était un frère parmi les Wailers depuis des années. Il était un encouragement, il nous inspirait et rassemblait. » — Peter Tosh (1976).
- « Nous avons recherché Joe Higgs. Il était comme un gardien musical pour nous. Il était un chanteur encore plus professionnel, car il a travaillé des années avec Fella appelé Roy Wilson dans Higgs et Wilson. Ils ont eu beaucoup de succès et ont eu la connaissance des techniques harmoniques, ainsi il nous [The Wailers] les a enseignées. Et il aida dans le studio, pour établir nos différentes parties. » — Bunny Wailer (années 1980).
- « Joe Higgs m'aida à comprendre cette musique. Il m'a beaucoup appris. » — Bob Marley.

Joe Higgs mourut d'un cancer le 18 décembre 1999.

## Discographie

### Albums
- 1975 : Life of Contradiction (Micron Music Ltd)
- 1978 : Unity Is Power (Island Records)
- 1985 : Triumph (Alligator Records)
- 1988 : Family (Shanachie Records)
- 1990 : Blackman Know Yourself (Shanachie Records) — avec les Wailers
- 1995 : Roots Combination: Joe & Marcia Together (Macola Records) — avec Marcia Higgs

### Singles

#### Joe Higgs & Roy Wilson
- 1960 : Oh Manny Oh (WIRL)
- 1960 : I Long For The Day (WIRL)
- 1960 : It Is A Day (WIRL)
- 1960 : How Can I Be Sure (Studio One)
- 1961 : Come On Home (Studio One)
- 1961 : Sha Ba Da  (Studio One)
- 1961 : Mighty Man (Studio One)
- 1963 : If You Want Pardon (Blue Beat Records)
- 1964 : Gone Is Yesterday  (Blue Beat Records)
- 1964 : Love Not For Me (Blue Beat Records)
- 1964 : To Spend An Evening (Islam) — avec Prince Buster
- 1964 : Pain In My Heart (Islam)
- 1965 : Saturday Night (Blue Beat Records)
- 1970 : Don't Mind Me (Clandisc)

#### Joe Higgs seul
- 1963 : Dinah (Studio One)
- 1964 : There's A Reward (Studio One)
- 1964 : Your Love Is (Studio One)
- 1964 : Burning Fire (Studio One)
- 1967 : Change Of Plan (Studio One)
- 1967 : Keep Cool (Studio One)
- 1967 : I Am The Song (Island Records)
- 1967 : Worry No More (Island Records)
- 1968 : You Hurt My Soul (Island Records)
- 1969 : Hit Me Back Baby (Camel)
- 1970 : Mademoiselle (Clandisc)
- 1970 : Fire Burn (Success) — avec Rupie Edwards (en)
- 1970 : Burning Fire  (Success) — avec U Roy
- 1971 : Mother Radio (New Beat)
- 1971 : The World Is Upside Down (Roosevelt)
- 1972 : World Is Spinning Round (Sioux)
- 1972 : Lay A Foundation (Blue Mountain)
- 1972 : Journey To Freedom (Elevation)
- 1972 : Invitation To Jamaica (Elevation)
- 1973 : The World Is Upside Down (MCA Records)
- 1973 : Wave Of War (Harry J)
- 1974 : Let Us Do Something (Elevation)
- 1975 : More Slavery (Micron Music Ltd)
- 1976 : Sincerely (Solomonic)
- 1979 : Sons Of Garvey (One Stop)
- 1979 : Devotion (One Stop)
- 1980 : Talk To That Man (Solomonic)
- 1985 : Creation (Ethnic Fight)
- 1985 : So It Go (Ethnic Fight)
- 1988 : Day O (Shanachie Records)